# Sielsowiet Wolna
Sielsowiet Wolna (biał. Вольнаўскі сельсавет, ros. Вольновский сельсовет) – sielsowiet na Białorusi, w obwodzie brzeskim, w rejonie baranowickim, z siedzibą w Wolnej.

## Miejscowości
- agromiasteczko:
  - Wolna
- wsie:
  - Bartniki
  - Ciszkowce
  - Czernichowo
  - Czernichowo Dolne
  - Czernichowo Górne
  - Hołynka
  - Lichosielce
  - Nahorna
  - Ozierzec
  - Połoneczka
  - Rabkowicze
  - Repicze
  - Sawicze
  - Szczerbowicze
  - Zadźwieja
  - Zalesie
- chutor:
  - Rososz